# Breonia cuspidata
Breonia cuspidata är en måreväxtart som först beskrevs av John Gilbert Baker, och fick sitt nu gällande namn av George Darby Haviland. Breonia cuspidata ingår i släktet Breonia och familjen måreväxter. Inga underarter finns listade i Catalogue of Life.